# Angus Macfadyen
Angus Macfadyen (ur. 21 września 1963 w Glasgow) – szkocki aktor.
Angus Macfadyen urodził się w Glasgow, ale dorastał w Afryce, Francji, Singapurze i na Filipinach. Jego ojciec był doktorem i pracował dla Światowej Organizacji Zdrowia, co wiązało się z częstymi przeprowadzkami.
Był studentem Uniwersytetu Edynburskiego i London's Central School of Speech and Drama.
W jego dorobku znajdują się role m.in. Orsona Wellesa w Cradle Will Rock Tima Robbinsa, Duponta w Equilibrium, króla Szkocji Roberta Bruce’a w Braveheart. Waleczne serce i Jeffa Denlona w trzech częściach serii filmów Piła.

## Filmografia
| Rok        | Film                                             | Rola                             | Uwagi |
| ---------- | ------------------------------------------------ | -------------------------------- | --- |
| 1991       | The Lost Language of Cranes                      | Philip Benjamin                  | Film telewizyjny |
| 1991       | Soldier Soldier                                  | Porucznik Alex Pereira           | 5 odcinków |
| 1993       | 15: The Life and Death of Philip Knight          | David McBride                    | Film telewizyjny |
| 1994       | Sex i kasety video                               | Dexter                           | Film telewizyjny |
| 1994       | Takin' Over the Asylum                           | Fergus                           | Odcinki: Hey Jude Fly Like an Eagle You Always Hurt The One You Love Fool on the Hill                                  |
| 1995       | Braveheart. Waleczne serce                       | Robert I Bruce                   | Był także narratorem epilogu                                                                                           |
| 1995       | Liz: Historia Elizabeth Taylor                   | Richard Burton                   | Film telewizyjny |
| 1997       | Nevada                                           | West                             | |
| 1997       | Wirtualni wojownicy                              | Komodo                           | |
| 1997       | Pogarda i uprzedzenie                            | Michael Davidson/Adolf Hitler    | |
| 1997       | Jakoś leci                                       | Philip                           | |
| 1998       | Joseph’s Gift                                    | Carl                             | |
| 1998       | Chłopcy malowani                                 | Hrabia Rudolph von Stegenbek     | |
| 1998       | Ludzie rozrywki                                  | Peter Lawford                    | Film telewizyjny |
| 1998       | Lanai-Loa                                        | Turner                           | |
| 1999       | Tytus Andronikus                                 | Lucjusz                          | |
| 1999       | Cradle Will Rock                                 | Orson Welles                     | |
| 2000       | Jazon i Argonauci                                | Zeus                             | Film telewizyjny |
| 2000       | Fasada                                           | Frederic Colbert                 | |
| 2000       | Ukryta tożsamość                                 | Sam Kane                         | |
| 2001       | A Woman's a Helluva Thing                        | Houston Blackett                 | Film telewizyjny |
| 2001       | Napad                                            | Mike                             | |
| 2002       | On the Roof                                      | Jack                             | |
| 2002       | Boskie sekrety siostrzanego stowarzyszenia Ya-Ya | Connor McGill                    | |
| 2002       | Equilibrium                                      | Dupont                           | |
| 2003       | Cuda                                             | Alva Keel                        | 13 odcinków |
| 2004       | Spartakus                                        | Marek Licyniusz Krassus          | Film telewizyjny |
| 2004       | Pięć dni do północy                              | Roy Bremmer                      | Film telewizyjny |
| 2005       | Czysta przyjemność                               | Bill                             | |
| 2005       | Tilt                                             | Roy 'Mac' McEntyre               | Odcinek The Whale |
| 2005       | Murder on the Yellow Brick Road                  | Michael Alberts                  | |
| 2005       | Ryzykant                                         | Tenderloin Tony                  | |
| 2005, 2006 | Agentka o stu twarzach                           | Joseph Ehrmann                   | Odcinki: Fait Accompli There’s Only One Sydney Bristow 30 Seconds                                                      |
| 2006       | The Virgin of Juarez                             | Patrick Nunzio                   | Tylko głos |
| 2006       | Fatwa                                            | Bobby                            | |
| 2006       | Czarnobrody                                      | Czarnobrody                      | Film telewizyjny |
| 2006       | Scoundrels, Scallywags, and Scurvy Knaves        |                                  | |
| 2006       | Piła III                                         | Jeff Denlon                      | |
| 2006       | Kaliber 45                                       | Duży Al                          | |
| 2007       | The Rich Inner Life of Penelope Cloud            | Claude                           | Film telewizyjny |
| 2007       | Fala śmierci                                     | John McAdams                     | Miniserial telewizyjny                                                                                                 |
| 2007       | Redline                                          | Michael D’Orazio                 | |
| 2007       | Piła IV                                          | Jeff Denlon                      | Cameo |
| 2008       | Impuls                                           | Jonathan Dennison/Simon Phillips | |
| 2008       | Dziwne przypadki                                 | Matt McKay                       | |
| 2008       | San Saba                                         | Bud                              | |
| 2008       | Jedenasta godzina                                | Jason Cooper                     | Odcinek Agro |
| 2008       | Californication                                  | Julian                           | Odcinki: Slip of the Tongue No Way to Treat a Lady The Raw & the Cooked Coke Dick & First Kick La Ronde La Petite Mort |
| 2008       | Piła V                                           | Jeff Denlon                      | Cameo |
| 2009       | Mroczne serce                                    | Will Tunney                      | |
| 2009       | Piła VI                                          | Jeff Denlon                      | Cameo |
| 2010       | Pound of Flesh                                   | Patrick Kelly                    | |
| 2010       | Magia kłamstwa                                   | Jimmy Doyle                      | Odcinek Sweet Sixteen                                                                                                  |
| 2010       | Świry                                            | Logan Paget                      | Odcinek Shawn and Gus in Drag                                                                                          |
| 2010       | Shadows of the White Nights                      | Richard                          | |
| 2011       | Hirokin                                          | Moss                             | |
| 2011       | Sugar                                            | Wujek Gene                       | |
| 2011       | Zabójcze umysły                                  | Sean McAllister                  | Odcinek The Thirteenth Step                                                                                            |
| 2011       | Kupiliśmy zoo                                    | Peter MacCready                  | |
| 2012       | Chuck                                            | Nicholas Quinn                   | 4 odcinki |